# Bruno Campese
Bruno Campese (Nelson, 13 agosto 1963) è un allenatore di hockey su ghiaccio, dirigente sportivo ed ex hockeista su ghiaccio canadese naturalizzato italiano, di ruolo portiere.

## Palmarès
- 1 Memorial Cup: Portland Winter Hawks, 1983
- 2 Campionati italiani: HC Devils Milano, 1992-1993 e 1993-1994
- 1 Campionato austriaco: VEU Feldkirch, 1998
- 1 Alpenliga: VEU Feldkirch, 1998
- 1 Campionato britannico: Bracknell Bees, 2000